# Belen (Hatay)
Pour les articles homonymes, voir Belén.
Belen, Beilan ou Beylan est une ville de la province de Hatay en Turquie. Elle est surtout connue pour le col de Belen qui permet de passer de la côte méditerranéenne à Iskenderun jusqu'aux rives de la rivière Karasu et de l'Oronte à Hatay (Antakya ou Antioche) la capitale de la province, puis en Syrie.

## Le col de Belen
Belen est quelques kilomètres en aval du col sur le versant ouest. Il a une altitude d'environ 750 m et était connu comme les Pyles (portes) ou les Pyles Syriennes. 
Ce col a été le passage des envahisseurs venant d'Anatolie vers la Syrie et de ceux qui venant de Syrie vers l'Anatolie. Un autre col plus au nord propose une alternative : les portes d'Amani (en) (Col de Bahçe).

## Histoire
- -401 : Cyrus le Jeune
- -333 : après la Bataille d'Issos, Alexandre le Grand y poursuit Darius III
- Bataille du col d'Amanus (en) (-39), avec Publius Ventidius Bassus

Pendant les croisades, sur le versant est les Portes Syriennes étaient défendues par la forteresse de Baghras et la forteresse de Trapezac (Kırıkhan).
En 1832, lors de la première guerre égypto-ottomane, le col est le théâtre d'une défaite de l'armée ottomane contre l'armée égyptienne d'Ibrahim Pacha, qui prélude à une invasion de l'Anatolie jusqu'à la grande victoire sur les troupes du sultan Mahmoud II à la Bataille de Konya, le 21 décembre 1832.